# Obun
Obun je nenaseljeni otočić u hrvatskom dijelu Jadranskog mora.
Njegova površina iznosi 0,171 km². Dužina obalne crte iznosi 1,66 km.

## Vanjske poveznice
|  | Zajednički poslužitelj ima još gradiva o temi Obun |